# Randall Bal
Randall Bal, né le 14 novembre 1980 à Sacramento, est un nageur américain spécialiste des épreuves de dos. Il est notamment triple champion du monde et a détenu le record du monde du 50 mètres dos en grand et en petit bassin.

## Palmarès, records et distinctions

### Palmarès

#### Championnats du monde

##### En grand bassin
- Championnats du monde 2001 à Fukuoka (Japon) :
  -  Médaille d'or du 50 mètres dos.
- Championnats du monde 2003 à Barcelone (Espagne) :
  -  Médaille d'or au titre du relais 4 × 100 mètres quatre nages.
  -  Médaille d'argent au titre du relais 4 × 100 mètres nage libre.
- Championnats du monde 2005 à Montréal (Canada) :
  -  Médaille d'or au titre du relais 4 × 100 mètres quatre nages.
  -  Médaille d'argent du 100 mètres dos.

##### En petit bassin
- Championnats du monde 2006 à Shanghai (Chine) :
  -  Médaille d'argent au titre du relais 4 × 100 mètres quatre nages.
  -  Médaille de bronze du 100 mètres dos.
  -  Médaille de bronze au titre du relais 4 × 100 mètres nage libre.
- Championnats du monde 2008 à Manchester (Royaume-Uni) :
  -  Médaille d'argent du 100 mètres dos.
  -  Médaille d'argent au titre du relais 4 × 100 mètres quatre nages.

#### Jeux panaméricains
- Jeux panaméricains de 2007 à Rio de Janeiro (Brésil) :
  -  Médaille d'or du 100 mètres dos.
  -  Médaille d'or au titre du relais 4 × 100 mètres quatre nages.

#### Championnats pan-pacifiques
- Championnats pan-pacifiques 2002 à Yokohama (Japon) :
  -  Médaille d'argent du 100 mètres dos.

### Records

#### Records du monde battus
Ce tableau détaille les 2 records du monde individuels battus par Randall Bal durant sa carrière.
| Épreuve                  | Temps   | Compétition              | Lieu                | Date       |
| 50 m dos en grand bassin | 24 s 33 | Eindhoven Cup            | Eindhoven, Pays-Bas | 05/12/2008 |
| 50 m dos en petit bassin | 22 s 87 | Coupe du monde FINA 2008 | Berlin, Allemagne   | 16/11/2008 |